# Віялохвістка палауська
Віялохвістка палауська (Rhipidura lepida) — вид горобцеподібних птахів родини віялохвісткових (Rhipiduridae).

## Поширення
Ендемік Палау. Поширений на островах Бабелдаоб, Корор, Уруктгапел, Ейл Малк і Пелеліу. Мешкає у вторинних і первинних лісах, та фрагментарних лісах.

## Опис
Дрібний птах, завдовжки до 18 см. Верхівка голови, потилиця і спина коричневі. Горло, щоки і живіт білі. Груди чорні. Крила чорні з коричневими краями. Хвіст чорний з рудими кінчиками. Статі однакові, але самиці трохи меншого розміру.